# Leirdal
Het Leirdal (Noors: Leirdalen) is een dal gelegen in Jotunheimen in de Noorse provincie Innlandet.
Het is gelegen tussen Galdesanden en de Jotunheimen Fjellstue. Aan het einde is de toeristenhut Leirvassbu.